# 吳階平 (四川)

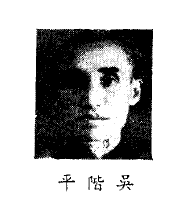
1947年出版的《國民大會實錄》（制憲）中的吳階平肖像

吳階平（1894年—1962年），四川省南江縣人，曾任制憲國民大會代表。

## 經歷[1]
- 國立成都高等師范學校畢業
- 民國二年（1913年）1月加入中國國民黨（黨證：四024416）

- 川西北各中學教職員、川北師範、保寧聯中、保寧高中、省立第三師範各校校長連續十七年半

- 國立成都大學、光華大學教授
- 四川省政府民政廳禁煙督辦公署禁煙督理處科秘、視察員、禁煙專員
- 四川省會理縣縣長
- 中國國民黨南江縣、閬中縣黨部委員
- 川西北教育旬刊社社長
- 四川省參議員
- 制憲國民大會代表
- 國民政府憲政實施促進委員會委員

住成都石馬巷十三號